# TINI
TINI（ティニ、本名：マルティナ・ステッセル（Martina Stoessel Martina Alejandra Stoessel Muzlera  1997年3月21日生まれ）、  Martina Stoessel （スペイン語: [ˈtini estoˈesel] ））は、アルゼンチンの女優、歌手、ソングライター、ダンサー、モデルである。
2012年、ディズニー・チャンネル・ラテンアメリカのオリジナル・ドラマシリーズ「Violetta」のヴィオレッタ・カスティージョ役でデビューし、世界的な人気を得た。その後、17歳の時に、ディズニー・アニメーション映画『アナと雪の女王』のエンドソング「Let It Go」のスペイン語版とイタリア語版を担当した。 2015年にディズニー傘下の大手レコード会社ハリウッド・レコードと契約し、2016年4月29日にデビューアルバム『TINI (Martina Stoessel)』をリリースした。 その2年後、2018年10月12日にセカンドアルバム『Quiero Volver』をリリースし、デビューから2作連続でアルゼンチンのアルバムチャートで1位を獲得した。 2020年12月6日にリリースされた最新アルバム『TINI TINI TINI』は、Spotify TOP10 Global Album Debut chartで4位を記録した。

## 人生とキャリア

### 1997-2011年：生い立ち＆キャリア初期
ティニは、母マリアナ・ムズレラ（Mariana Muzlera）とテレビディレクター兼プロデューサーの父アレハンドロ・ストエッセル（Alejandro Stoessel）の娘としてブエノスアイレスで生まれた。1歳年上の兄フランシスコがいる。幼少期から、歌、ピアノ、演劇、ダンスなどといった芸術的才能を地元のブエノスアイレスで磨きをかけた。ティニは、2つのバイリンガルの私立学校で教育を受け、母語のスペイン語に加えて、英語とイタリア語が話せるトリリンガルである。
2007年には、アルゼンチンの人気子供向けテレビ番組『Patito Feo』の第1シーズンで、フィト・ベルナルディの助手の一人である「マルティナ」役を演じた。彼女はまた、同じシリーズの総集編では「アンナ」の役割を果たした。
2011年には、シャノン・サンダースの曲「The Glow」のスペイン語版「Tu Resplandor」をレコーディングし、この楽曲はアルバム『Disney Princess: Fairy Tale Songs』に収録された。また、2011年12月31日に開催されたディズニー・チャンネル・ラテンアメリカのイベント『Celebratón』でこの曲を披露した。この曲はその後、2012年3月にシリーズのアルバムでリリースされた。

### 2012-2014：ヴィオレッタの飛躍的進歩

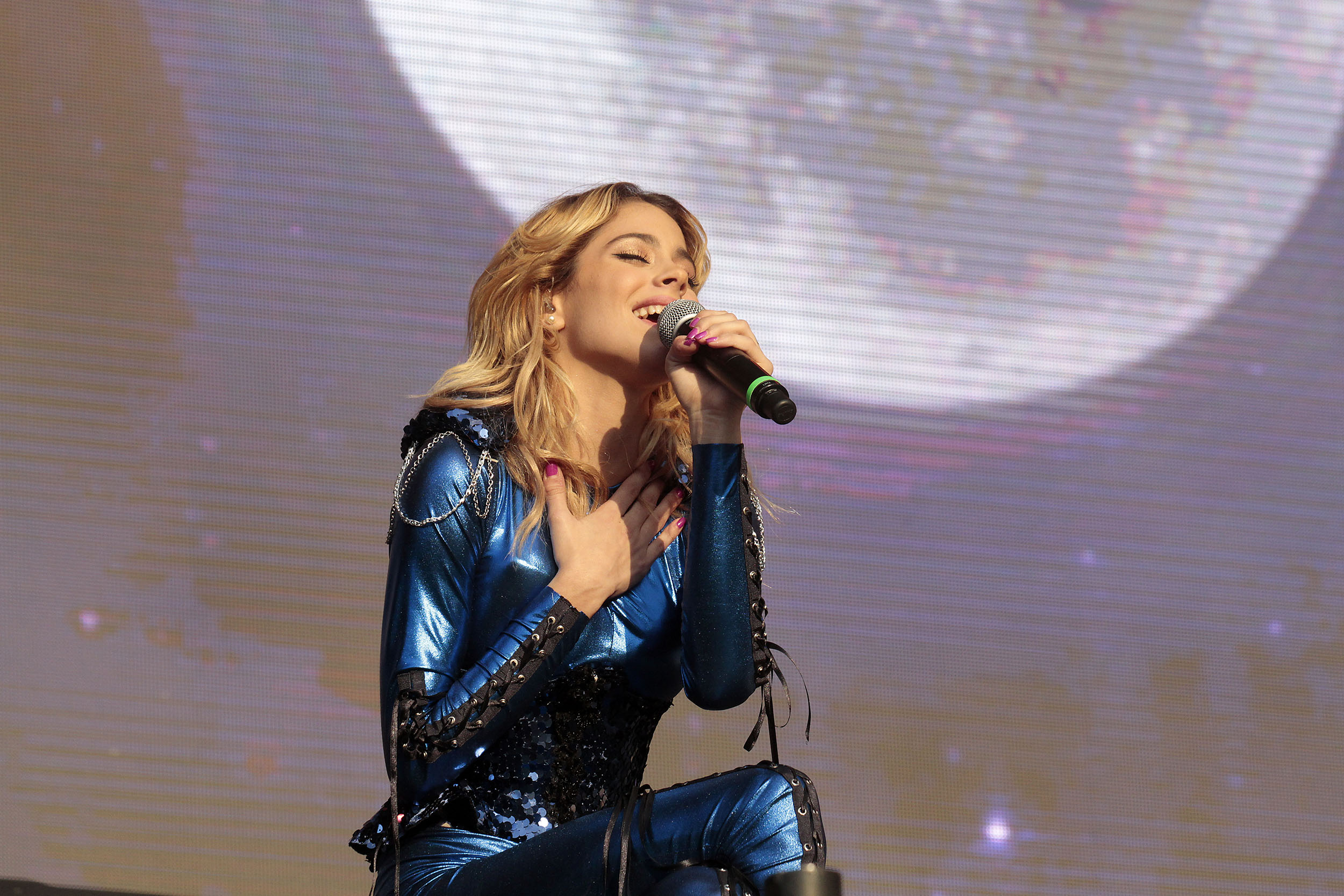
2014年5月にブエノスアイレスで開催されたPROパーティーで演奏するTINI

2011年後半、ディズニー・チャンネルのラテンアメリカ、ヨーロッパ、中東、アフリカとの共同制作として開始された、ティーン向けミュージカル・ドラマシリーズ『Violetta』の主役の座を獲得した。これは、ディズニーチャンネルラテンアメリカ、ヨーロッパ、中東、アフリカの共同制作として開始されたトゥイーン指向のミュージカルシリーズ。翌年、番組の第1シーズンの制作がブエノスアイレスで始まった。この番組の全3シーズンで主人公のヴィオレッタ・カスティージョを演じ、番組のテーマソング「En Mi Mundo」も担当した。このテーマソングは、2012年4月5日にシングルとしてリリースされ、番組のプロモーションとして使われた。その後、イタリア語版の「Nel Mio Mondo」と英語版の「In My Own World」をリリースした。両曲ともに、イタリア、イギリス、アメリカで国際放送されたシリーズの主題歌として使用された。ティニは、ヴィオレッタ役で2012年ニコロデオン・キッズ・チョイス・アワード・アルゼンチンで「女性新人賞」を受賞し、「お気に入りのラテンアーティスト」カテゴリでキッズ・チョイス・アワードにもノミネートされた。
2013年8月10日、ティニは『Violetta』のキャストと共にユニセフのチャリティーイベント『Un sol para los chicos』に出演し、「Ser Mejor」と「En Mi Mundo」を歌った。2012年から2014年にかけて主演ドラマシリーズ『Violetta』の全3シーズンのアルバムをリリースした。 2013年には、ディズニー・アニメーション映画『アナと雪の女王』のエンドソング『Let It Go』のスペイン語版『Libre Soy』とイタリア語版『All'Alba Sorgerò』を担当した。
2014年には、ディズニー・アニメーション映画『モンスターズ・ユニバーシティ』のイタリア語吹き替え版の声優を務めた。その後、2014年5月にティニは自身初の著書「Simplemente Tini」を出版した。同月、「Cuidemos el planeta」というスローガンのもと、ブエノスアイレス市政府が主催したアルゼンチンのカルタ・マグナと4つの地域の記念碑の近くで無料の音楽コンサートを開催した。同月、ストッセルは、ブエノスアイレス市政府が主催する「クイデモスエルプラネタ」をスローガンに、カルタマグナ記念碑とアルゼンチンの4つの地域の近くで無料の音楽コンサートを開催。2014年9月、ローマのスタディオオリンピコで教皇フランシスコが招集したチャリティーサッカーの試合Partido Interreligioso por la Pazに出演し、「ネルミオモンド」とジョンレノンの曲「イマジン」のカバーバージョンを歌った。

### 2015-2017：映画デビューとミュージカルソロデビュー
ティニは、ドラマシリーズ『Violetta』のキャストと共に映画『Tini：The Movie』の撮影が行われた。映画の撮影は、番組の最終シーズンと海外ツアーのコンサートの合間に行われ、2015年10月7日に始まり、2015年12月中旬に終了した。シチリア、カディス、スペイン、マドリード、ブエノスアイレスなど、様々な海外ロケ地で撮影が行われた。2015年12月下旬には、本作のシーンを収録したティザー予告編が公開された。本作は、中南米やヨーロッパ各国で公開された。 2015年8月21日、ティニは、ハリウッド・レコードとレコーディング契約を結び、新たに採用した芸名＜TINI＞でソロアルバムをリリースすることが発表された。

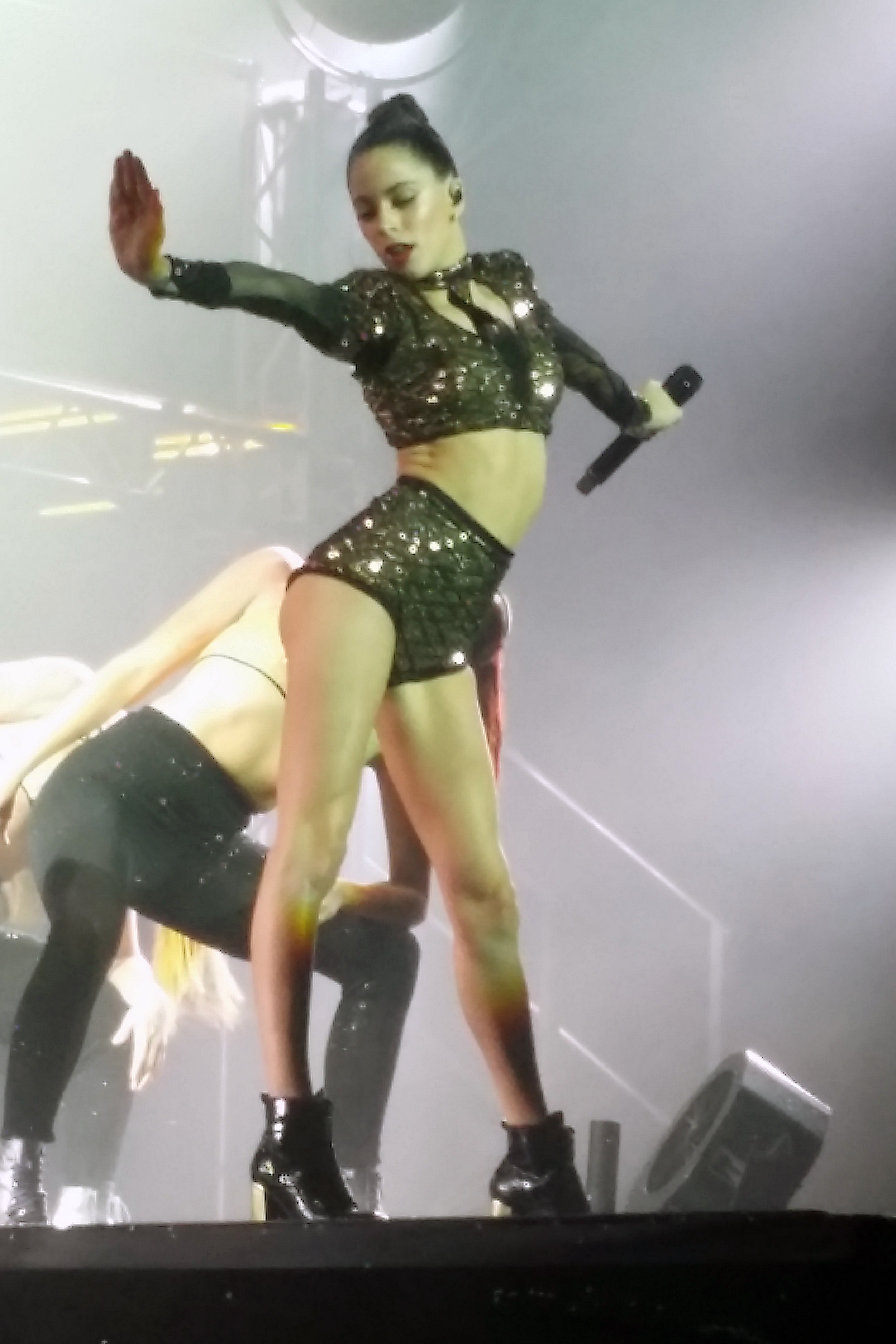
2017年にGotMeStartedツアーに出演するStoessel

2015年8月21日、ステッセルはハリウッドレコードとレコーディング契約を結び、新たに採用した芸名＜TINI＞でソロアルバムをリリースすることが発表された。2016年1月から2016年3月上旬にかけて、彼女はカリフォルニア州ロサンゼルスでデビューアルバムのレコーディングを行った。2016年4月29日、デビューアルバム『TINI (Martina Stoessel)』が全世界にリリースされた。アルバムはディスク2枚組で、1枚目は映画『Tini：The Movie』のサウンドトラック、２枚目はスペイン語と英語の楽曲を収録したソロアルバムとなっている。「Siempre Brillarás」が『Tini:The Movie』のプロモーションに使用されるリードシングルになることを発表し、2016年3月25日にデビューアルバムの先行予約購入をしたファンに先行リリースをした。また、この曲は英語でもレコーディングされ、「Born to Shine」というタイトルでリリースされた。その後、ティニのシーンをフィーチャーした「Siempre Brillarás」のミュージックビデオも2016年3月25日に公開された。ティニは、2016年6月12日にブエノスアイレスのLa Usina del Arteで開催されたショーケースにソロ・アーティストとして初出演し、デビューアルバムの楽曲をパフォーマンスした。2016年6月24日、ティニは初のソロシングル「Great Escape」をスペイン語バージョンの「Yo Me Escaparé」とともにリリースした。「Great Escape」のミュージックビデオはブエノスアイレスで撮影され、2016年7月8日に公開された。ショーケースは、2016年8月22日から28日まで彼女の公式YouTubeチャンネルで撮影され、放送された。2016年10月14日、「Yo Me Escaparé」とコロンビア出身の歌手セバスティアン・ヤトラをフィーチャリングに迎えた「Got Me Started」のスペイン語バージョン「Ya No Hay Nadie Que Nos Pare」を収録したデビューアルバムのデラックス・エディションをリリースした。「Got Me Started」は、「Ya No Hay Nadie Que Nos Pare」と共に、アルバムのデラックス・エディションのリリースに合わせて、シングル第2弾としてリリースされた。3枚目のシングル「Si Tú Te Vas」は、2017年5月5日に同曲のミュージックビデオと並んでリリースされた。2017年3月18日、ティニは初のソロコンサートツアー「Got Me Started Tour」をヨーロッパで開始し、その後ラテンアメリカへでも実施した。
2017年夏、ティニはディズニー・チャンネル・ラテンアメリカのオリジナル・ドラマシリーズ『Soy Luna』のセカンドシーズンの2つのエピソードに自身役としてゲスト出演した。6月には、スペインの歌手ダビッド・ビスバルとタッド・ジョーンズのコラボ曲「Todo Es Posible」にフィーチャリングアーティストとして参加した。7月には、ザ・ヴァンプスと3rdスタジオアルバム『Night & Day』の楽曲「It's a Lie」でコラボを果たし 、仲間のアーティストやVoz Por LaPaz財団のパトロンであるOdinoFacciaと一緒に世界に出演。バラク・オバマが書いた平和国歌「ソモス・エル・カンビオ」が、昨年のレッド・ヴォズ・ポル・ラ・パスの式典で最初に演奏された。

### 2017-2019年　セカンドアルバム『Quiero Volver』

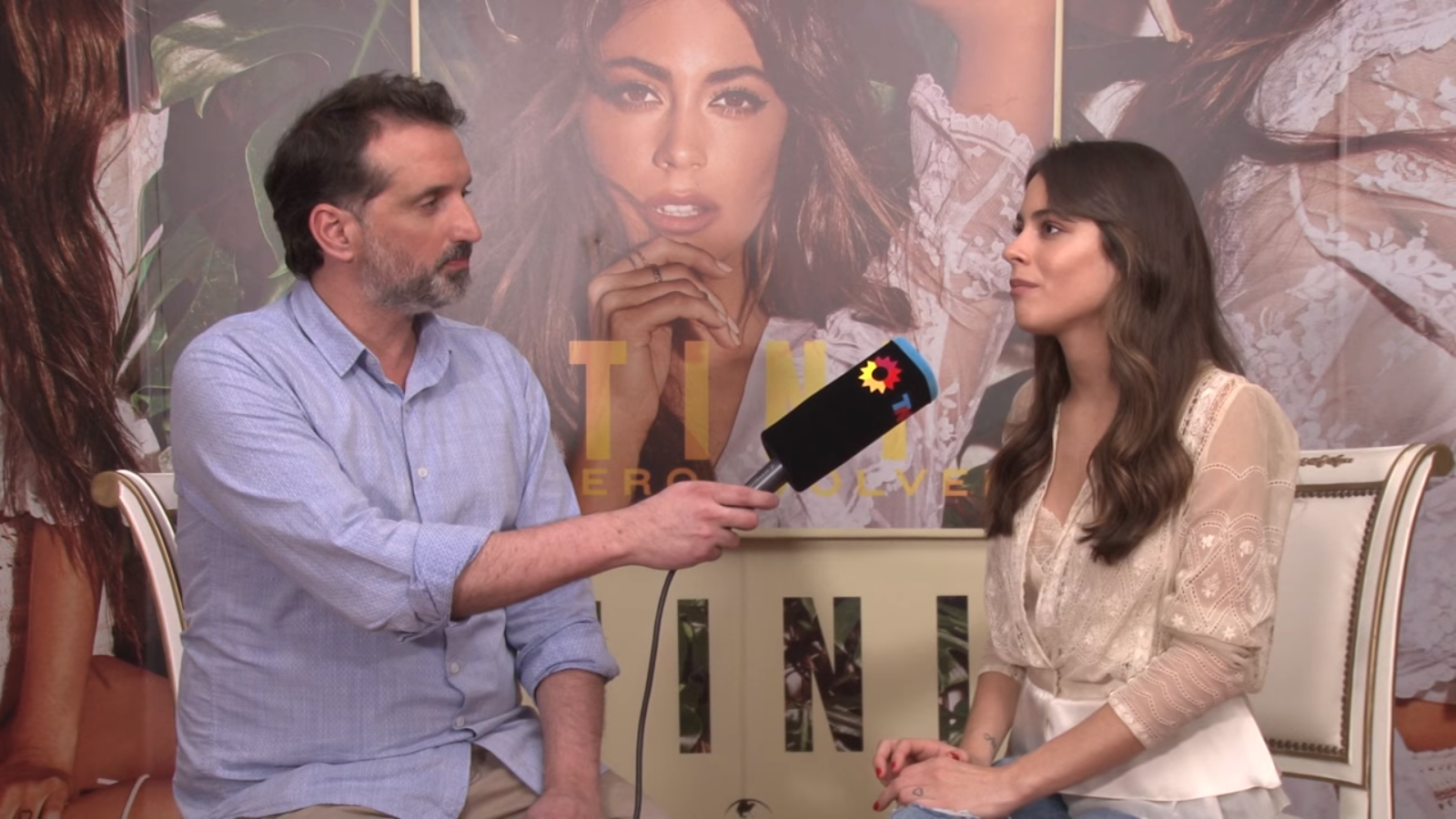
2018年のTodoNoticiasのインタビューでのStoessel

2018年10月12日、セカンドアルバム『Quiero Volver』がリリースされた。ティニとベネズエラ出身の歌手ナチョとのコラボ曲「Te Quiero Más」は、2017年10月13日にアルバムからのリードシングルとしてリリースされた。また、アメリカの歌手MAXの「Lights Down Low」のリミックスバージョン「Lights Down Low (Latin Urban Mix)」と題された楽曲にもゲスト出演し、MAXの「LightsDownLow 」のリミックス「LatinMix」に参加した。2018年4月6日、2ndアルバムからの2枚目のシングルとして、カロルGとのデュエット曲「Princesa」をリリースした。 このシングルは、ティニにとって初のアルゼンチン国内シングルチャートトップを獲得した。2018年6月22日、2ndアルバムからの3枚目のシングルとして、コロンビアのフォークロックバンド、モラトをフィーチャーした「Consejo de Amor」をリリースした。2018年7月26日、アルバロ・ソレールのヒットシングル「La Cintura」のリミックスでFlo Ridaと共にフィーチャリングされた。2018年8月3日、セバスチャンヤトラとのデュエットであるタイトルトラック「QuieroVolver」をセバスチャンヤトラのセカンドアルバムの4枚目のシングルとしてリリースしました。2018年8月3日、2ndアルバムからの4枚目のシングルとして、Sebastián Yatraとのデュエット曲「Quiero Volver」をタイトル曲としてリリースした。2018年8月24日、スペインの歌手AitanaとAna Guerraによる楽曲「Lo malo」のリミックスでコロンビアの歌手Greeicyと並んでフィーチャーされた。2018年11月2日、2ndアルバムからの5枚目のシングルとして、Cali y El Dandeeとのコラボ曲「Por Que Te Vas」をリリースした。同月、2019年2月にシングルとしてリリースされた、ジョナス・ブルーのデビューアルバム『ブルー』からの楽曲「ワイルド」で、チェルシー・グライムスやジェイ・コルテスと並んでフィーチャリングされた。
2018年8月、アルゼンチン版のオーディション番組『The Voice』の第2シーズンのコーチを務めることが発表された。ティニは、2019年5月に公開されるミュージカル・コメディアニメ映画『アグリードール (映画)』のスペイン語吹き替え版でモクシーの声を担当した。

### 2019年〜　サードアルバム『TINI TINI TINI』
「22」と題されたティニとコロンビアの歌手グリーシーのコラボレーションは、3枚目のアルバムからのファーストシングルとして2019年5月3日にリリースされた。この曲はアルゼンチン・ビルボードホット100で8位にピークを迎え、彼女にとって初のトップテン入りシングルとなった。2019年6月14日、ティニはDJアレッソとのコラボ曲「Sad Song」にフィーチャーされた。2019年7月26日、サードアルバムからの2枚目のシングルとして「Suéltate El Pelo」をリリースした。2019年9月6日、サードアルバムからの3枚目のシングルとしてコロンビアの歌手ラロ・エブラットとのコラボ曲「Fresesa」をリリースした。同曲はアルゼンチン・ホット100で3位を記録し、ティニにとって初のトップ5シングルとなった。2019年10月11日、3枚目のアルバムからの4枚目のシングルとして、セバスティアン・ヤトラと再びタッグを組み、デュエット曲「Oye」をリリースした。同曲はアルゼンチン・ホット100で3位にデビューし、2曲連続トップ5を記録した。2020年1月10日、3枚目のアルバムから5枚目のシングルとして、ベネズエラのデュオ、マウ・イ・リッキーとのコラボ曲「Recuerdo」をリリースした。2020年3月25日、ティニとコロンビアのプロデューサー、オビー・オン・ザ・ドラムスとのコラボ曲「Ya no me llames」がリリースされた。ティニは、2020年6月5日にリリースされた「Bésame (I Need You)」というタイトルの曲で、オランダのDJ兼プロデューサーのR3habとメキシコのポップロックバンドReikと一緒に共演した。2020年7月15日、3枚目のアルバムからの6枚目のシングル「Ella Dice」で、仲間のケーアとコラボした。この曲はアルゼンチンのホット100で4位にランクインし、ティニにとって3曲目のトップ5入りシングルとなった。2020年9月3日、Lola Índigoと共にMaria Becerraの曲「High」のリミックスに参加した。このリミックスはアルゼンチンのホット100で2位にランクインし、ストエッセルにとって4曲目のトップ5入りシングルとなった。2020年9月24日、トラップアーティストのジョン・Cをフィーチャリングした「Duele」をサードアルバムからの7枚目のシングルとしてリリースした。この曲はアルゼンチン・ホット100で10位を記録し、ティニにとって6曲目のトップ10シングルとなった。2020年10月29日、サードアルバムからの8枚目のシングル「Un Beso en Madrid」でアレハンドロ・サンズとコラボした。2020年11月16日、サードアルバムのタイトルを『Tini Tini Tini』とし、2020年12月3日にリリースすることを発表した。アルバムリリースの日、ストエッセルは9枚目のシングルとして『Te Olvidaré』をリリースした。2020年12月6日、ティニは＜Tini Tini Tini Live＞と題したライブストリーム・コンサートに出演し、アルバムの様々な曲を歌った。
2019年5月、StoesselがリアリティタレントショーPequeñosGigantesArgentinaに審査員として参加したことが発表された。2020年5月、StoesselはYouTubeと共同で、Tini Quiero VolverTourというタイトルの2部構成のドキュメンタリーをリリースした。 StoesselのQuieroVolver Tourの舞台裏とコンサートの映像を示し、ツアー中の彼女のプロとしての生活を追っている。シリーズは2020年5月22日に発表。2020年10月にはスペイン語版の『ザ・ヴォイス』第7シーズンの顧問を務めた。今後は、ジャッキー・チェン監督の中国時代劇映画「日記」に出演する予定であるが、公開日は未定。

## 私生活
2022年よりプロサッカー選手のロドリゴ・デ・パウルと付き合っている。